# Глиптины

Функциональная схема ингибиторов ДПП-4

Ингибиторы дипептидилпептидазы 4 (Глиптины) — группа пероральных гипогликемических агентов, которые действуют путем блокирования фермента дипептидилпептидазы 4 (ДПП-4). Они используются в фармакотерапии сахарного диабета 2 типа.
Первое лекарство в этой группе, ситаглиптин, было одобрено Управлением по контролю за продуктами и лекарствами США для использования в США в 2006 году. В марте 2007 года Европейская комиссия выдала разрешение на маркетинг для всего Европейского Союза; в конце того же года он был одобрен в Австралии для лечения диабета 2 типа.
Механизм действия этих препаратов, вероятно, заключается в повышении уровня инкретина (GLP-1 и GIP) путем ингибирования их распада в печени. Инкретины ингибируют высвобождение глюкагона, снижают уровень глюкозы, увеличивают выделение инсулина и задерживают опорожнение желудка.
Ингибиторы DPP-4 включают в себя вещества класса глиптинов :
- Ситаглиптин (Merck & Co., торговая марка Januvia)
- Вилдаглиптин (Novartis, торговое название Galvus,  массово призводится в России под названиями Илдиглип, Вилдагвус, Вилдаглиптин и прочих)
- Саксаглиптин (Bristol-Myers Squibb , AstraZeneca и Otsuka Pharmaceutical Co. , торговая марка Onglyza)
- Линаглиптин(Boehringer Ingelheim, торговое название Trajenta)
- Алоглиптин (Takeda, торговое название Vipidia).
- Гозоглиптин (разработан компанией Pfizer, в России производится компанией Фармасинтез под торговым названием Сатерекс)
- Эвоглиптин (разработан южнокорейской компанией Dong-A ST Co., в России производится компанией «Герофарм» под торговым наименованием «Эводин®»)[1][2]

Также существуют вещества других классов, ингибирующие DPP-4:
- Берберин — растительный алкалоид, ингибирует активность DPP-4, что частично объясняет его гипогликемический эффект.

Долгосрочные доклинические исследования на лабораторных животных не показали, что ингибиторы DPP-4 обладают онкогенным потенциалом, хотя одно исследование in vitro предположило такую возможность. Теоретически, ингибиторы DPP-4 могут способствовать прогрессированию опухоли, потому что фермент, который они блокируют, является белком-супрессором.